# 삼성 프리
Samsung Free(삼성 프리)는 삼성전자의 실시간 정보 기반 OTT, 팟캐스트, 뉴스, 인스턴트 게임 콘텐츠 종합 포털 및 플랫폼이다. 다양한 콘텐츠를 무료로 즐길 수 있다는 점이 특징이다.
삼성 갤럭시 시리즈 스마트폰 및 태블릿에서 이용 가능하며, 홈 화면에서 오른쪽으로 화면을 밀면 나온다.

* 서비스 이용 가능 여부는 단말, 국가, OS 버전에 따라 달라질 수 있다.
* 모든 서비스, 기능, 앱, 특징, 콘텐츠, UI는 국가/지역, 단말, OS 버전에 따라 달라질 수 있다.

## 역사

### 플립보드 (2014~2017)
단순히 뉴스만 볼 수 있었다. 홈화면에서 왼쪽으로 밀어서 바로 볼 수 있는 것이 큰 장점이다.

### 삼성 데일리 (2019~2020)
기존 빅스비홈과 달리 오프라인에서도 실행할 수 있는 유틸리티 위젯의 개념에서 벗어나서 철저히 온라인 정보 기반 서비스로 변했다. 그로인해 스마트싱스, 삼성 캘린더, 알람, 리마인더, 삼성 뮤직 카드가 없어지고, 미디어 위주의 콘텐츠들이 추가되었다.

### 삼성 프리 (2020~)
카드 기반 UI에서 멀티탭 기반 UI로 변경되면서 고품질의 콘텐츠를 제공하는 기조로 변경되었다.

## 기능

### Watch tab
Samsung TV Plus를 기반으로 다양한 TV 콘텐츠를 무료로 제공한다.
국내에서는 자급제 모델에 한해 지원된다.
| 상단 재생 영역 | 검색                    | 우측 상단의 돋보기 아이콘을 터치하여 채널을 검색할 수 있다. |
| 상단 재생 영역 | 음소거                  | 우측 하단에 위치한 3개의 아이콘 중 가장 왼쪽. 음소거 on/off 설정이 가능하다. |
| 상단 재생 영역 | PIP(Picture In Picture) | 우측 하단에 위치한 3개의 아이콘 중 가운데. 시청 화면을 작게 축소하여 다른 작업과 병행할 수 있도록 하는 편의기능이다. |
| 상단 재생 영역 | 전체화면 확대           | 우측 하단에 위치한 3개의 아이콘 중 가장 오른쪽. 시청 화면을 디스플레이 전체로 확대하여 더욱 크게 시청할 수 있다. |
| 카테고리 바    | 제공 카테고리           | 프로모션, 뉴스, TV 시리즈, 엔터테인먼트, 스포츠, 라이프스타일, 어린이, 코미디, 기술/게임/과학, 영화, 시사/교양 |
| 카테고리 바    | 카테고리 편집           | 화면 중앙의 카테고리 바를 좌측으로 스와이프하여 가장 오른쪽으로 이동했을 때 노출되는 연필 모양 아이콘을 통해 편집 할 수 있다. 해당 기능을 통해 카테고리 바에 노출되는 순서 변경, 카테고리 별 채널 노출 On/Off 설정이 가능하다. |
| 하단 채널 목록 | 즐겨찾는 채널           | 썸네일 카드 우측 하단에 있는 별 모양(☆)을 터치하여 즐겨찾는 채널로 등록/해제 할 수 있다. 즐겨찾는 채널로 등록된 채널은 카테고리 바의 ‘즐겨찾는 채널’에서 한번에 확인할 수 있다.                                                |
| 하단 채널 목록 | 예약                    | 채널 상세 페이지 하단의 방영 예정 프로그램 목록을 터치하면 해당 방송 시작 5분 전에 알림이 온다. |

### Read tab
글로벌 파트너사 제휴를 통해 국내 40여 언론사의 기사를 한곳에서 볼 수 있다.
자주 이용할수록 커스마이징을 통해 관심사 기반 뉴스를 추천해준다. (설정 – 맞춤형 뉴스 및 광고 기능 On)
| 글로벌 에디션    | 화면 우측 상단에 위치한 지구본 모양 아이콘 클릭시, 파트너사를 통해 제공되는 여러 국가/언어 에디션을 선택하여 글로벌 뉴스를 이용할 수 있다.                                                                                |
| 주요 뉴스 브리프 | 화면 상단에서 실시간 메인 기사를 빠르게 확인할 수 있다. |
| 인기 토픽        | 인기 주제 및 많이 본 뉴스를 키워드로 간편하게 보여준다. 키워드는 수시로 업데이트 된다. |
| 카테고리 바      | 제공 : 뉴스, 스포츠, 비즈니스, 문화/라이프, 정치, IT/테크, 엔터테인먼트 카테고리 바를 왼쪽으로 스와이프 하면 가장 오른쪽에 노출되는 연필 모양 카테고리 편집 기능으로 관심사에 맞는 뉴스만 볼 수 있다. 앱 설정에서도 가능. |
| 언론사 필터      | 기사 우측에 있는 점 3개 버튼(더보기)을 터치하여 해당 언론사의 콘텐츠 숨김 기능을 설정할 수 있다. 앱 내 설정 – Read – 숨김 처리된 출처 에서 숨김 처리된 출처 목록 확인 및 해제 설정을 할 수 있다.                          |

### Play tab
FRVR, Movisoft, Softgames, Game N 등 다양한 글로벌 파트너사 제휴를 통해 HTML5 기반의 게임 콘텐츠를 제공하고 있다.
다양한 신규/인기 게임이 수시로 업데이트 되며, 다운로드 없이 플레이 할 수 있다.
*사용 가능한 게임은 기기, 국가, 지역 및 OS 버전에 따라 다를 수 있다.
| 최근 게임     | 최근 실행한 게임 리스트를 최대 10개까지 보여준다. 썸네일을 터치하면 게임이 실행된다. |
| 맞춤형 추천   | 추천 게임 모음, 인기 게임 순위, 좋아하는 카테고리의 게임 추천, 신규 게임 등을 각 섹션별로 나누어 추천한다. |
| 제공 카테고리 | 퍼즐, 아케이드, 스포츠, 한 손 플레이, 드래그, 합치기, 타이밍, 빨리 누르기, 방향 전환, 두 손 플레이, 쌓기, 카드, 상승, 균형, 한 붓 그리기, 육성, 밀기, 하강, 그리기, 화면 문지르기, 자르기, 각 파트너사 별 영역 |

### Listen tab
Samsung Podcast를 기반으로 다양한 팟캐스트 콘텐츠를 서비스한다.
현재 국내에는 제공되고 있지 않다.